# Orgel
Den här artikeln behandlar kyrkorglar och andra piporglar. För andra typer av orgelinstrument, se orglar.

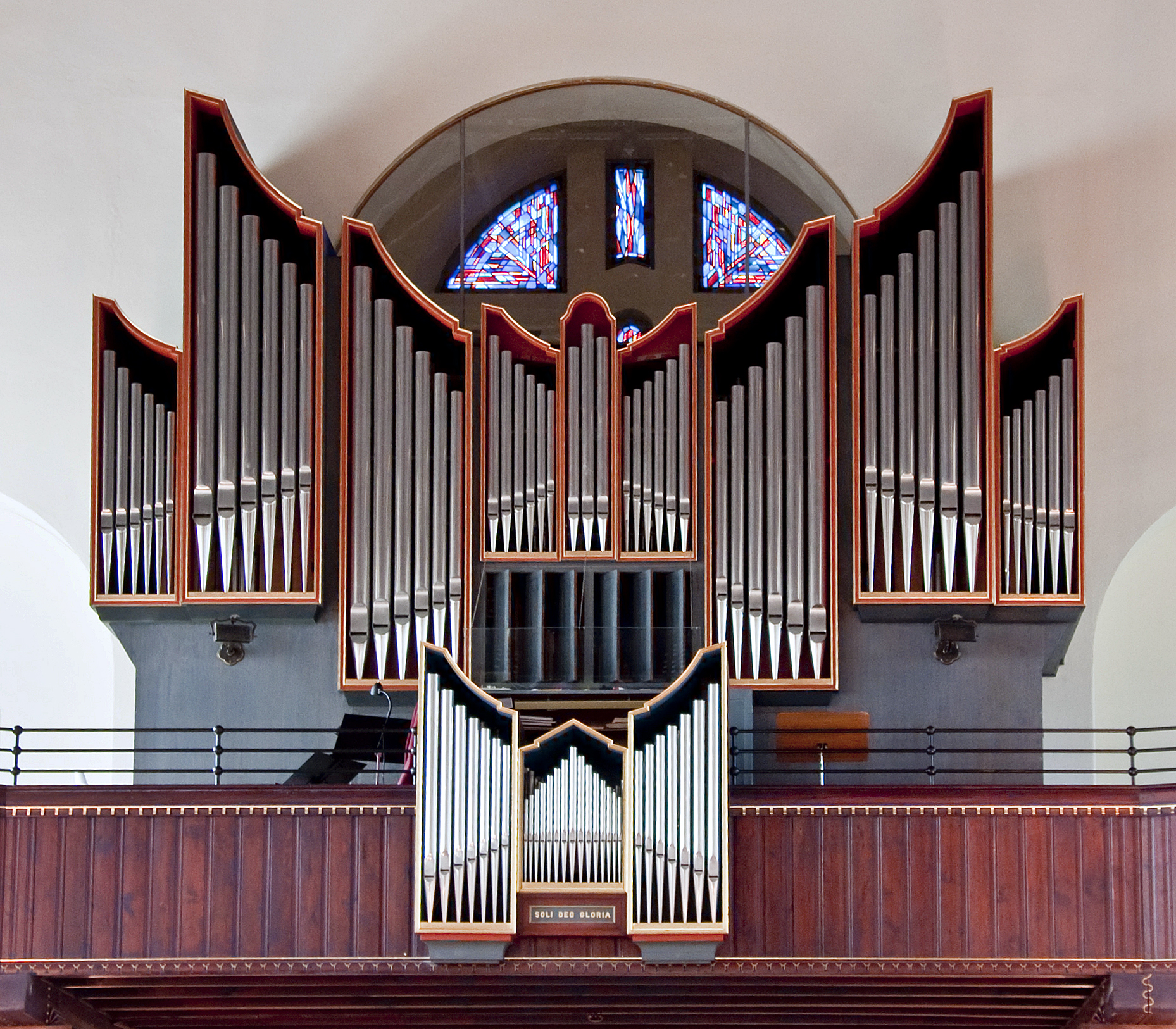
Kyrkorgel i Trefaldighetskyrkan i Arvika.

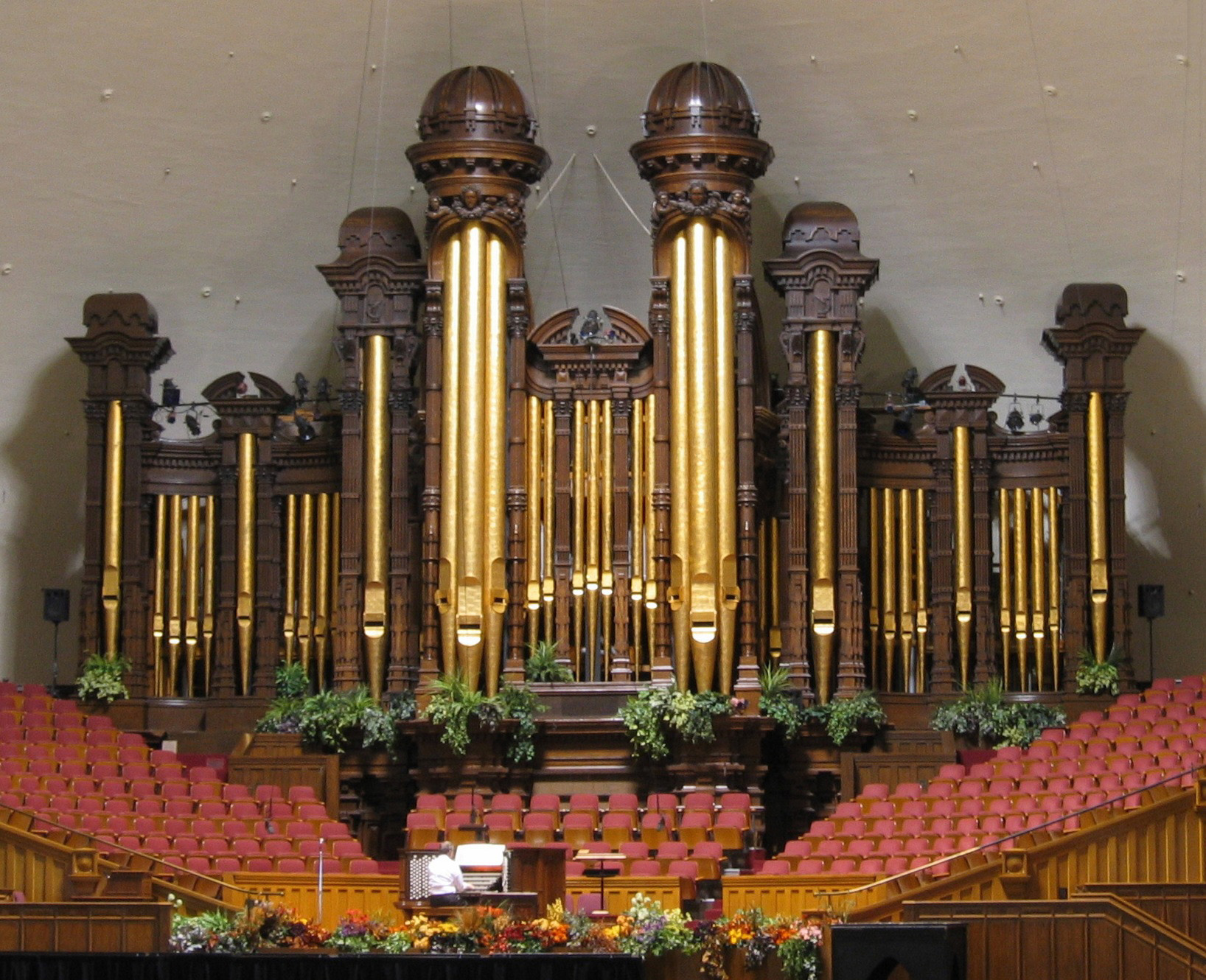
Orgeln i Tabernaklet i Salt Lake City.

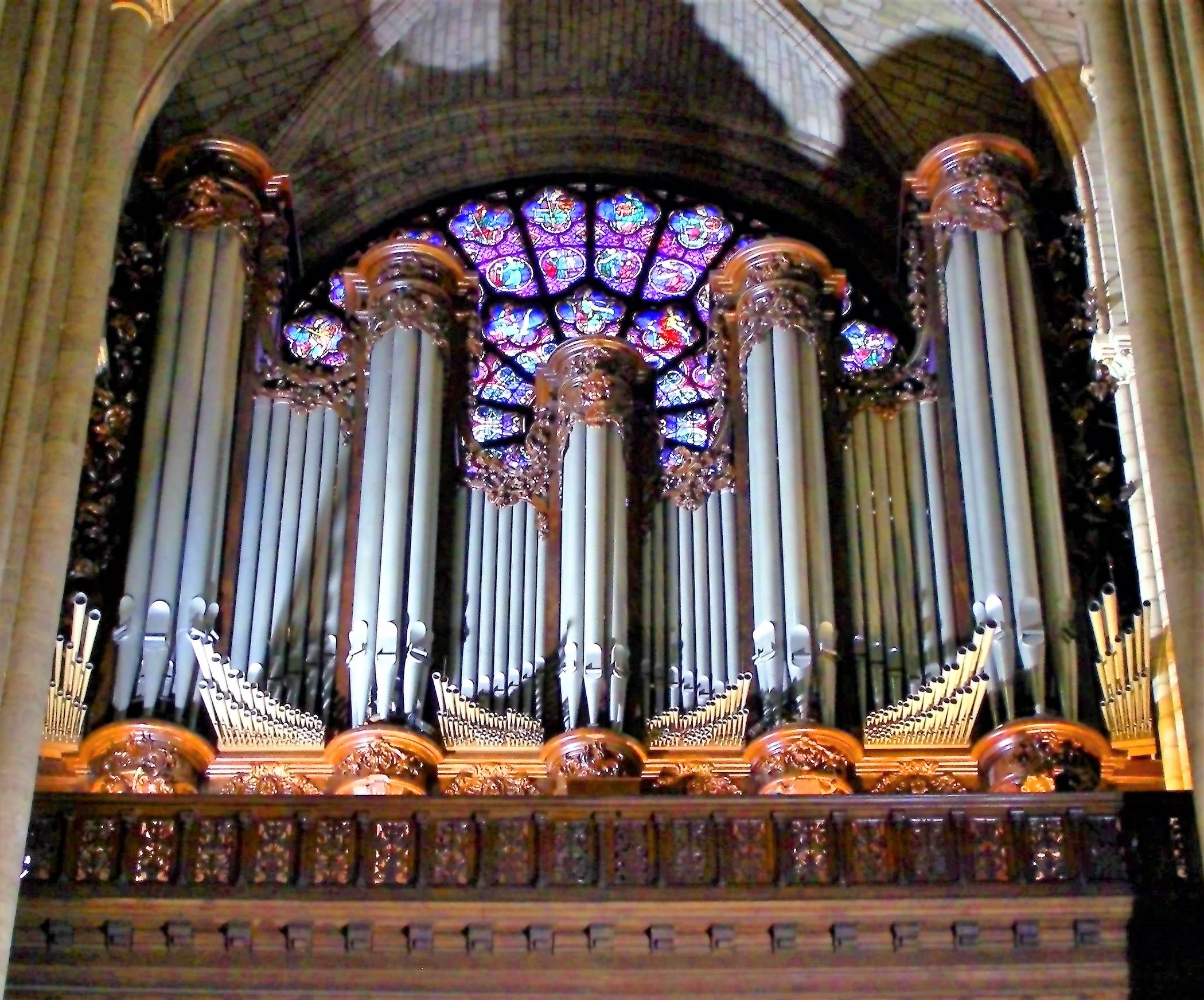
Cavaillé-Coll orgeln i Notre-Dame de Paris klarade sig från branden 15 april 2019.

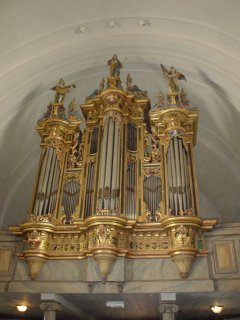
Orgeln i Bälinge kyrka, Uppland. Byggd 1640 av Philipp Eijsenmenger som ryggpositiv till hans orgel i Storkyrkan i Stockholm.

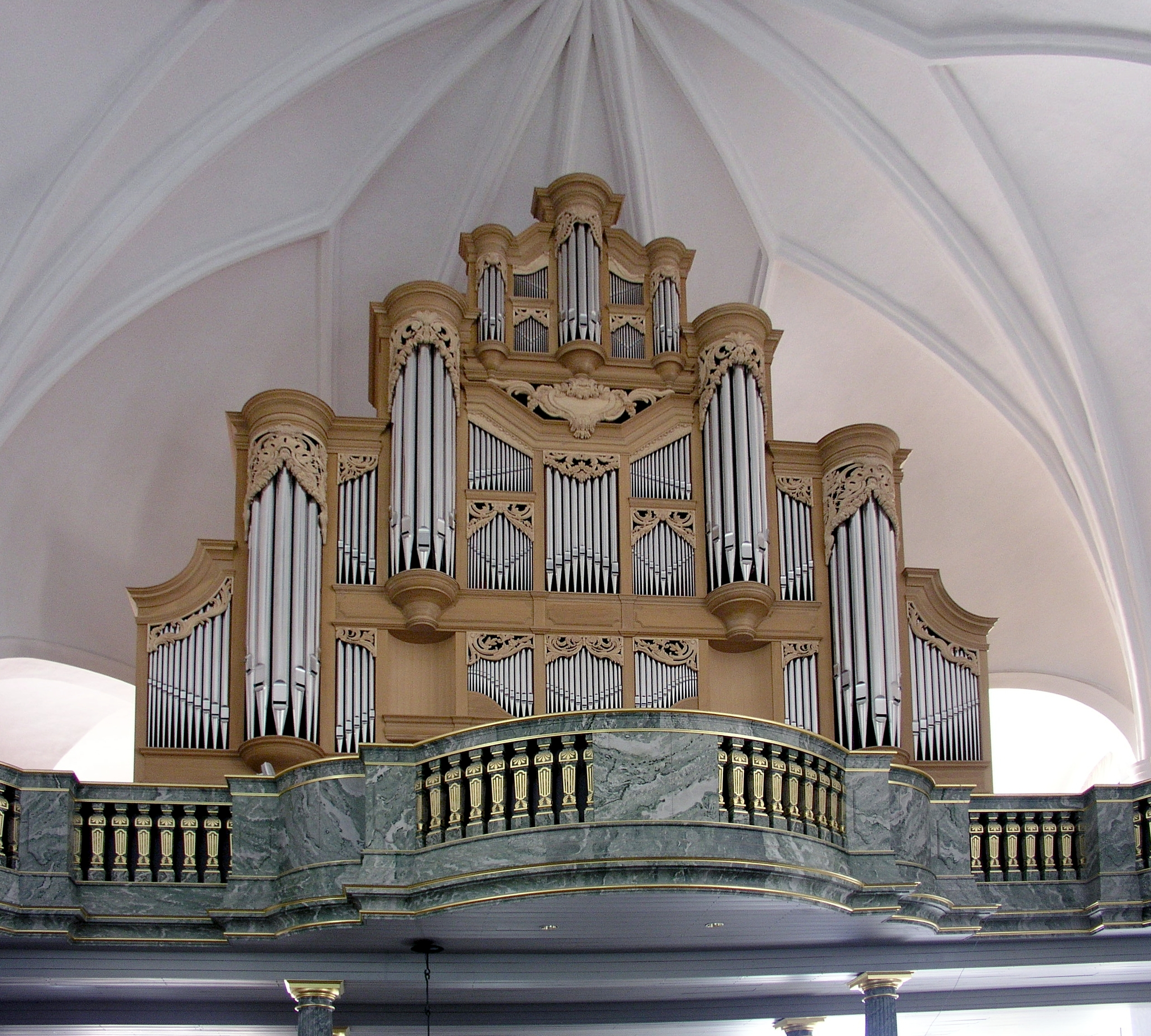
Katarina kyrkas orgel, efter nyuppbyggnaden. Liksom orgeln i Bälinge kyrka är den placerad på en särskild orgelläktare, längst bak i kyrkan.

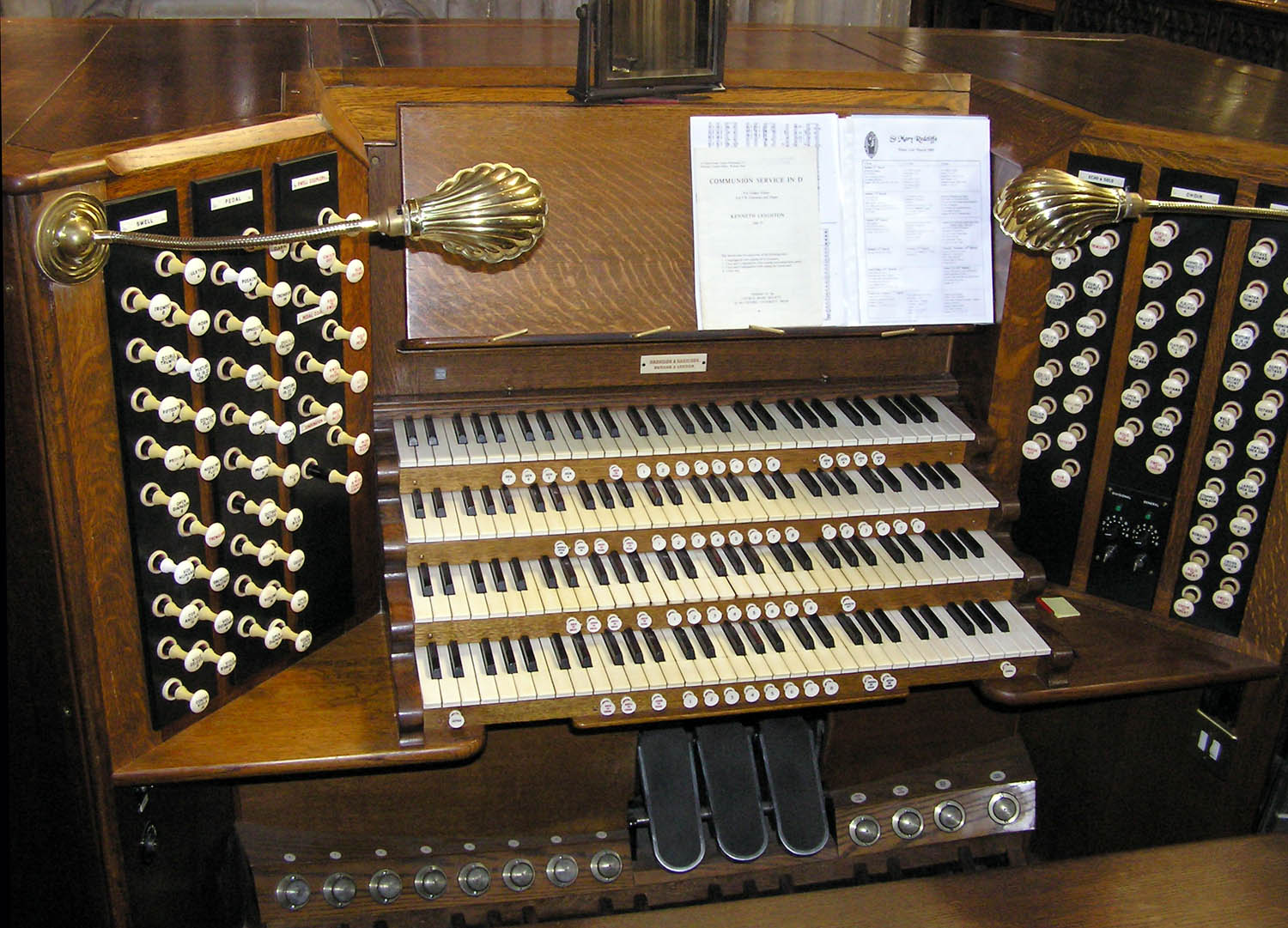
Orgeln i kyrkan St. Mary Redcliffe i Bristol, England. Den har fyra manualer. De vita spakarna på ömse sidor är registerandrag.

Orgel (piporgel för att särskilja från andra orgelinstrument) är ett blåsinstrument med pipor ordnade i stämmor och med mekanisk lufttillförsel, spelat från en eller flera klaviaturer och således även ett tangentinstrument.
Orgeln är det största av alla musikinstrument. På medeltiden fanns dock små bärbara orglar, som kallades portativ. I dag nytillverkas portativ i liten skala. En person som spelar orgel kallas organist.
Orglar finns oftast i kyrkor, men i större konsertsalar kan det stå en konsertorgel – dock i förhållandevis liten utsträckning i Sverige. Det finns också orglar på musikhögskolor och liknande och ett varuhus kan ha en orgel (såsom Wanamakerorgeln i varuhuset Macy's department store i Philadelphia i USA). Det har förekommit små orglar som heminstrument hos välbärgade. På stumfilmens tid hade man biograforglar i större biografer.

## Konstruktion
Instrumentet brukar delas upp i pipverk, luftverk och regerverk. 
Även orgelhuset eller -husen spelar roll för hur instrumentet klingar. Det gäller också när pipverket är uppställt fritt ute i rummet eller i en orgelkammare.
Orgeln har normalt flera manualer – det vill säga flera klaviaturer för spel med händerna, placerade terrassformigt ovanför varandra. En orgel har vanligen även en pedalklaviatur, även kallad pedal(-klav) eller (pedal-)tastatur, med stora tangenter – också benämnda taster – på vilka man kan spela med hjälp av fötterna. Manualerna och pedalen är förbundna med pipor – vanligen olika uppsättningar för respektive manual och pedal. Dessa grupper kallas verk, och kan mer specifikt ha namn som huvudverk, bröstverk och ryggpositiv. Ryggpositivet är i förekommande fall placerat i orgelläktarens balustrad, vilket då oftast är bakom ryggen på organisten – därav namnet. Huvudverket är placerat ovanför bröstverket (som ofta är placerat lite ovanför brösthöjd på den som spelar, eller i orgelns "bröst", vilket var den ursprungliga tanken bakom termen). Det i romantiska orglar vanligt förekommande svällverket, är försett med svällare (jalusiluckor som organisten kan öppna och stänga under spelet), med vars hjälp man kan åstadkomma crescendi och diminuendi. Svällare kan även finnas för bröstverk och vissa öververk. De olika manualerna kan gå att koppla ihop med koppel som gör att stämmorna som hör till en viss klaviatur kan spelas från en annan.
Regerverket, som är orgelns manöversystem, förekommer i skilda slag och utföranden. I en orgel med mekanisk traktur förs organistens spelimpulser via tangenter och registerandrag över till pipornas luftventiler med bland annat tunna ribbor (så kallade abstrakter). I en orgel med pneumatisk traktur sker överföringen genom smala rör med tryckluft. Den tredje typen är elektrisk traktur som innebär att pipornas ventiler öppnas och stängs med små linjära el-motorer, styrda via reläer. Motsvarande gäller för registraturen - dock har en orgel inte alltid samma system för spel- och registertraktur. Till regerverket räknas också koppel, kombinationer och övriga spelhjälpmedel såsom tremulanter (en anordning som försätter spelluften i vibration).

## Historik

### Antiken
Piporgeln är en gammal uppfinning. Den skapades av Ktesibios, ingenjör i Alexandria på 250-talet f.Kr. och grundare av den alexandrinska mekanikskolan. Ktesibios orgel kallades för vattenorgel (organon hydraulikon på grekiska), eftersom lufttrycket alstrades med hjälp av vattentryck. Denna tids orglar var förstås mindre till storleken, men principen för tonalstrande i moderna orglar är i stort sett identisk med de första orglarna, även om material, mekanik och detaljer har utvecklats sedan dess.
Orgeln blev snabbt populär som musikinstrument och det finns dokumenterat att den användes utomhus på romerska arenor vid både gladiatorkamper och stridsvagnstävlingar. Ett dokument beskriver en orgeltävling som under två dagar år 90 f.Kr. ägde rum i den grekiska staden Delfi. Tävlingen vanns av organisten Antipatros från Eleuthernes och han belönades rikligt, bland annat med skattebefrielse och företräde till konsultationer med oraklet.
Kejsar Nero (37–68 e.Kr.) är kanske antikens mest kände organist. Hans uppskattning av instrumentet är dokumenterad, bland annat av Suetonius.
Det första arkeologiska fyndet av en piporgel härrör från 228 e.Kr. och hittades 1931 vid utgrävningen av den gamla romerska staden Aquincum, som låg i närheten av Budapest, det vill säga i utkanten av det romerska riket. Att orgeln var så spridd 450 år efter uppfinnandet är ytterligare ett tecken på att det var ett populärt instrument.
När det västromerska riket föll samman under 400-talet försvann orgeln från väst, men levde kvar i Bysans där den bland annat användes vid ceremonier.

### Medeltiden

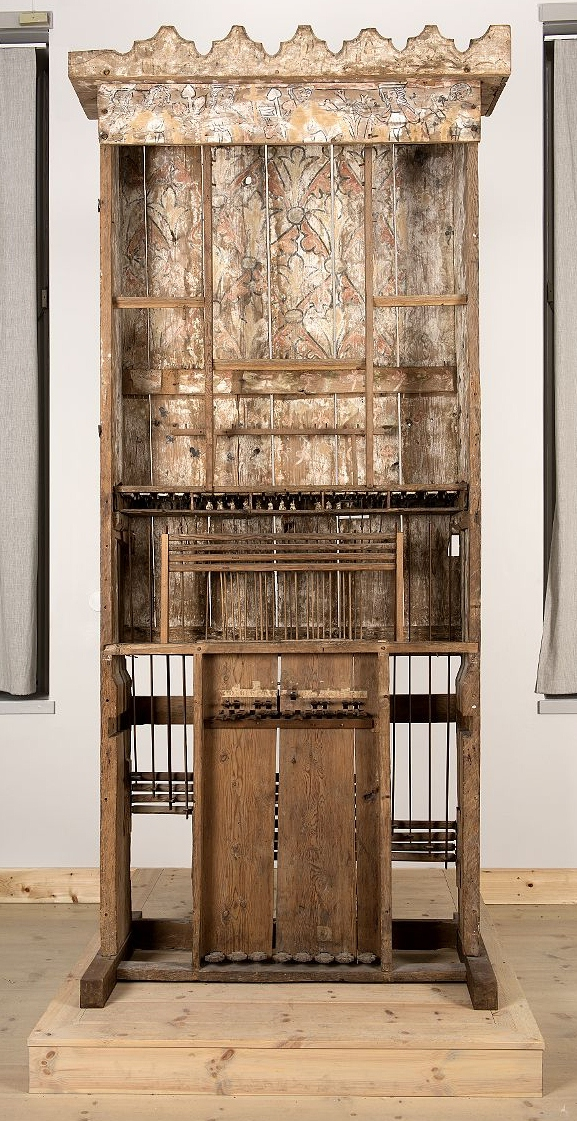
Norrlandaorgeln, tillverkad 1370-1430 från Norrlanda kyrka, Gotland, vid den tiden tillhörande Danmark.

En milstolpe i piporgelns historia är år 757 e.Kr., då en orgel skickades som gåva från den bysantinske kejsaren Konstantin V till den frankiske kungen Pippin den lille. Troligen var det en diplomatisk gåva, då detta var samma år som kejsaren slöt fred med frankerna och flera andra gåvor överlämnades vid samma tillfälle. Vattenpumparna hade nu ersatts med luftbälgar av läder för att skapa det lufttryck som krävs för att blåsa i piporna. Huruvida orgeln faktiskt var bortglömd i väst fram till denna tid är svårt att avgöra. Det finns inte många bevarade skrivna referenser till orglar och några arkeologiska fynd finns inte mellan Aquincumorgeln (från 228 e.Kr.) och orgelfragmenten från Sundre (1370) och Norrlanda (troligen från ca 1380). Trots detta var det under medeltiden som orgeln genomgick sin största tekniska utveckling. Den första västeuropeiska orgeln konstruerades omkring år 830 på uppdrag av Ludvig den fromme. Den bysantinska orgeln lär ha stått som förlaga för denna orgel konstruerad av en venetiansk, teknikintresserad präst vid namn Georg.
I väst blev orgeln en del av de allmänna framstegen inom till exempel ekonomi, teknologi, musik och arkitektur. Orgeln etablerades också som en fast förankrad del av kyrkorummet i västra Europa, medan man i östra Europa inte såg sig ha någon användning för den. Troligen fanns orglar i de flesta större katedraler under 1200-talet. Ett tecken på detta är att andra instrument förbjöds i vissa kyrkor (till exempel i Milano 1287). Det är även sannolikt att de flesta större kyrkor i Västeuropas viktigare städer hade orglar på 1400-talet. Den tidigaste nedskrivna orgelmusiken, från mitten av 1300-talet, visar på växelvis musicerande mellan orgel och kör.

### Renässansen
Medeltidens tekniska utveckling av orgeln, bland annat vällbrädan och möjligheten till flera manualer/verk, bäddade för den utveckling av orgelns dynamik och klangfärg som vi idag är vana vid. Den medeltida stora orgeln klingade starkt eftersom dess piprader alltid klingade samtidigt – register var inte uppfunna. För att kunna spela svagt kopplade man därför till en mindre orgel, ett positiv, på en annan manual och kunde på så sätt spela starkt på en manual och svagt på en annan. På ett sätt var detta en omständlig lösning, men den bäddade för verkprincipen i större orglar - en princip som spelade en stor roll för orgelbyggeriets fortsatta utveckling. Under andra halvan av 1400-talet kom man på hur man skulle bereda möjlighet att spela på olika stämmor inom ett verk (på samma manual).
Under renässansen utvecklade man registret. 1471 byggdes den äldsta kända italienska registerorgeln. Den finns bevarad i basilikan San Petronio i Bologna. Man hade bara en manual, men hade nu möjligheter att välja olika stämmor med hjälp av registerandragen. Den tidigaste referensen till rörstämmor (stämmor i vilka tonen bildas genom att en metalltunga försätts i vibration av lufttillförseln) återfinns i de Zwolles traktat om orglar och andra instrument som skrevs något tidigare (mellan 1436 och 1454).
I Nederländerna gick man flera steg längre. Dels behöll man verkprincipen (flera manualer), dels började man experimentera mer med pipornas form. Dimensionerna, mensuren, är avgörande för dess klang. Längdmensuren bestämmer tonhöjden medan till exempel viddmensur och, hos labialpipor (läppipor), uppskärning påverkar klangfärgen. Detta gav upphov till mycket variationsrika orglar, och den nederländska orgeln blev prototyp för orgelutvecklingen i stora delar av Europa.

### Barocken
Under barocken märks en fortsatt, långt driven konstnärlig utveckling av orgelmusiken fram till höjdpunkten J.S. Bach som var verksam som organist, kapellmästare och tonsättare i Tyskland under första halvan av 1700-talet . Orgelfasaden förändrades också och blev mer och mer utvecklad arkitektoniskt. Från denna tid kan man se orgelfasader med konstnärligt utformade pipfält, tureller, sniderier, trumpetspelande änglar och mycket annat. Det växte också fram olika nationella lösningar på diverse utmaningar kring till exempel klangfärg och balans.

### Romantiken
Från slutet av 1800-talet utvecklades, särskilt av den franske orgelbyggaren Aristide Cavaillé-Coll, en typ av orgel som till skillnad från barockens instrument har en homogen och orkesterliknande klang. Viktigt var också införandet av olika tekniska hjälpmedel för att snabbt kunna växla klang och ljudstyrka. Exempelvis kan olika grupper av stämmor hörande till samma manual kopplas in och ur gemensamt med separata registerandrag genom att de placeras på skilda luftlådor eller med hjälp av elektrisk traktur. De romantiska orglarna har oftast också en rikare uppsättning koppel än andra orgeltyper. Ofta är också mer än ett av verken placerat bakom svällare.
Denna typ av instrument gav upphov till den så kallade symfoniska orgelmusiken med tonsättare som César Franck och Charles-Marie Widor. I Sverige utvecklades en egen typ av romantiska orglar främst av Per Larsson Åkerman. Typen kännetecknades bland annat av fristående spelbord, crescendosvällare för manual II, överblåsande flöjter, trånga stråkstämmor, cornetter (ett flerkorigt register) och rörverk. Stildragen har franska drag och vittnar om de orgelstudier Åkerman  hade bedrivit på kontinenten. Tonsättaren och organisten Otto Olsson i Gustaf Vasa kyrka i Stockholm, fortsatte skriva orgelmusik i den romantiska stilen långt in på 1950-talet.

### Orgelrörelsen
Med början på 1930-talet uppstod en ganska stark opposition mot den symfoniska orgeln, den så kallade orgelrörelsen, och många äldre instrument revs. I stället försökte man återskapa instrument i barockens stil enligt principer som: helmekanisk traktur, tydlig verkuppbyggnad, stor kontrastverkan mellan de olika manualerna och minsta möjliga antal tekniska hjälpmedel. Även stora orglar byggdes helt utan svällare och fria kombinationer och med få koppel. Istället skulle antalet manualer och stämmor vara tillräckligt för att åstadkomma variation. Man experimenterade också med material och mekaniska lösningar.

### Olika strömningar efter orgelrörelsen
Vissa orgelrörelseinstrument kom att byggas om för att passa även den romantiska repertoaren, exempelvis genom bevarande av svällverk och installation av elektriska registersystem och koppel. Under de tre sista decennierna under 1900-talet byggdes även många nya orglar i Sverige som i sig inrymde stildrag från olika epoker. Dessa instrument kallades universalorglar och svarade mot ett önskemål från organisterna om att på samma orgel kunna framföra musik från olika tider på ett stiltroget sätt. Man upplevde att man under orgelrörelseepoken alltför ensidigt bundit sig vid barocken som ideal och önskade frigöra sig från detta. På senare tid har orgelbyggandet på många håll i första hand blivit historiskt inriktat, dels på nybyggen av instrument i äldre stilar (ofta rena kopior av instrument som egentligen var byggda för andra akustiska och musikaliska förutsättningar), dels på att återställa de romantiska och klassiska instrument som byggdes om eller ersattes under orgelrörelsens tid.

### Välkända orglar i Sverige
- Lund: Lunds domkyrkas orgel från 1932 är en av Sveriges mest imponerande och välljudande orglar.

- Stockholm: Orgeln i Stockholms Stadshus är den största i Skandinavien med sina 10 000 rör. Skandia biograforgeln finns nu i Reaktorhallen på Kungl. Tekniska högskolan i Stockholm. S:t Jacobs kyrka i Stockholm har en av de största neo-symphoniska instrumenten i Sverige. Gustaf Vasa kyrka i Stockholms Grönlunds-orgel byggdes 1975. Uppenbarelsekyrkan i Hägersten i södra Stockholm har en Gerhard Grenzing-orgel byggd 2022. Även Konserthuset Stockholm har en Grönlunds-orgel.

- Stora Skedvi: Stora Skedvi kyrkas orgel, byggd av Setterquist & Son, har en historisk betydelse.

- Uppsala: Uppsala Domkyrkas Wilhelm Sauer-orgel är från 1890.

- Visby: Visby domkyrkas orgel från Grönlunds byggdes 1965.

## Mer om teknik

### Traktur och registratur
För att från en tangent styra luftflödet in i pipan använder man tre styrtekniker:
- mekanisk traktur – varvid öppning och stängning av pipans ventil sker med abstrakter (stänger och ribbor), som ger ton utan fördröjning och en viss möjlighet att artikulera den om mekaniken är välbyggd, men kan upplevas som trögspelat om den är sämre byggd, i synnerhet då man använder mekaniska manualkoppel och på så vis flerfaldigar antalet ventiler som öppnas.
- pneumatisk traktur – tryckluft används för att öppna och stänga pipans ventil. Tonen kommer med en fördröjning vilket kräver att organisten klarar av att spela i förväg. I piporglar kan rörelserna från tangent till spelventil i luftlådan inne i orgelverket förmedlas av tryckluft i långa bly- eller aluminiumrör, rörpneumatisk traktur. Samma teknik kan i en piporgel också användas för att överföra rörelsen hos ett registerandrag eller manubrium (vippa) vid spelbordet till registerventilen i luftlådan, rörpneumatisk registratur.
- elektrisk traktur – elektriska signaler överförs via ledningar till pipans ventil, vilket ger lättspelade tangenter och i det närmaste omedelbar ton. Moderna orglar kan använda sig av datoriserad styrning, liknande MIDI. Även fiberoptiska ledningar har tagits i bruk.

Även i orglar med mekanisk traktur kan luft användas för att underlätta öppnande av spelventilerna. En sådan anordning kallas barkermaskin efter Charles S. Barker som uppfann den år 1832. En orgel med mekanisk traktur och inbyggd barkermaskin kallas mekanisk-pneumatisk. 

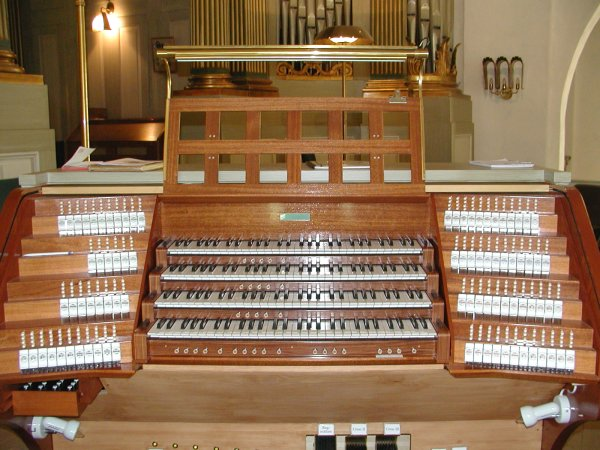
Spelbord med elektrisk traktur och manubrier (S:t Olai kyrka, Norrköping)

### Effektregister
I några orglar finns mekaniska biregister med speciella effekter, till exempel trumvirvel eller pukor (ofta byggt som två eller tre stora pipor stämda i svävning), cymbelstjärna och fågelsång.